# William Chandler Roberts-Austen
Sir William Chandler Roberts-Austen (* 3. März 1843 in Kennington, Surrey; † 22. November 1902 in London) war ein britischer Metallurg, der besonders für seine Forschungen an den physischen Eigenschaften von Metallen und deren Legierungen bekannt ist.

## Leben
Als Professor für Metallurgie an der Royal School of Mines entwickelte er Methoden zur Bestimmung von Legierungselementen. Besonders bedeutend für die moderne Industrie war das von ihm entwickelte Pyrometer, mit dessen Hilfe man präzise Temperaturmessungen im Hochtemperaturbereich vornehmen kann.
Zu Ehren von William Chandler Roberts-Austen werden die γ-Mischkristalle des Eisens als Austenit bezeichnet.
Im Jahr 1899 wurde er zum Ritter geschlagen.